# Église Saint-Étienne du Mesnil-Mauger
Pour les articles homonymes, voir Église Saint-Étienne.
L'église Saint-Étienne est une église catholique située au Mesnil-Mauger, en France. Datant du XIIe siècle, elle est en partie inscrite au titre des Monuments historiques.

## Localisation
L'église est située dans le département français du Calvados, au Mesnil-Mauger, à 400 m au nord de la ligne Paris-Cherbourg.

## Historique
Le clocher est inscrit au titre des Monuments historiques depuis le 19 juillet 1926.